# 아자와드의 국기

아자와드의 국기 비율 1:2

아자와드의 국기는 2012년 4월 6일에 제정되었다. 아자와드 민족해방운동의 기와 동일하다.

## 같이 보기
- 말리의 국기